# Резанов, Гавриил Андреевич
Гавриил Андреевич Резанов (Рязанов) — генерал-поручик русской армии. Находился в должности начальника Ладожского канала, обер-коменданта Кёнигсберга (1758), Главного начальника при Балтийском порте. Отец сенатора И. Г. Резанова.

## Семилетняя война
1 марта 1749 года, будучи полковником, пожалован был в бригадиры.
29 марта 1753 года был определён к работам по исправлению Ладожского канала, проводил исследования водяного пути между Волгой и Волхов. 25 декабря 1755 получил звание генерал-майора. После начала Семилетней войны и взятия Восточной Пруссии по повелению императрицы Елизаветы Петровны был направлен в помощь генерал-аншефу Фермору, «по особо возложенной на него военной экспедиции». Причём 22 мая это повеление было вновь подтверждено, а 5 января 1758 он был пожалован, одновременно с графами П. А. Румянцевым и З. Г. Чернышёвым и другими, в генерал-поручики, — за участие в действиях во время Семилетней войны. Одновременно с этим он становится обер-комендантом Кёнигсберга (январь — лето 1758).

## Ладожский канал
Будучи отозван из заграничной армии, он получил 1 сентября 1759 поручение заведовать, по-прежнему, Ладожским каналом. В этой должности он оставался до 2 апреля 1761, когда был замещён генералом А. П. Ганнибалом, а его самого решено было «определить к каким-либо делам по усмотрению Сената». В 1762 был назначен на строительство новой водяной коммуникации от Волги до Волхова. Планы к этому строительству Резанов составлял самостоятельно. В этой должности он находился до 1763 года, когда его сменил генерал Деденев.
С 1763 находился при Балтийском Порте. В 1766—1768 был Главным Морским Начальником при Балтийском Порте, где в это время производилось усовершенствование крепостных сооружений и создание порта для Балтийского флота.